# Novi zemaljski kalendar
Novi zemaljski kalendar (New Earth Calendar) je prijedlog za reformu kalendara Jamesa A. Reicha, kojim bi se dobio vječni kalendar s 364-dnevnom godinom od 13 istovjetnih mjeseci s po 28 dana. Svakih pet godina bi se, uz neke izuzetke, poslije 28. prosinca dodavao "prijestupni tjedan", kako bi se godina uskladila sa Sunčevim ciklusom. 
Mjeseci su nazvani isto kao i u gregorijanskom kalendaru, osim što je između lipnja i srpnja umetnut novi mjesec po imenu luna. Svaki mjesec počinje u ponedjeljak i završava se u nedjelju.
Svaki mjesec bi izgledao ovako:
| Pon | Uto | Srd | Čet | Pet | Sub | Ned |
| --- | --- | --- | --- | --- | --- | --- |
| 1   | 2   | 3   | 4   | 5   | 6   | 7   |
| 8   | 9   | 10  | 11  | 12  | 13  | 14  |
| 15  | 16  | 17  | 18  | 19  | 20  | 21  |
| 22  | 23  | 24  | 25  | 26  | 27  | 28  |

## Pravilo prijestupnog tjedna i Nova godine
Prijestupne godine, koje imaju dodan jedan tjedan, su one čiji je broj djeljiv s pet; godine djeljive s 40 imaju prijestupni tjedan samo ako su djeljive i s 400.
Godine su tako raspoređene da će nova godina koincidirati s gregorijanskom 2001. i zatim svaki put kada gregorijanska godina počinje u ponedjeljak, tijekom 21. stoljeća.

## Odlike i prednosti
- Kalendar je vječan, ne mijenja se od godine do godine
- Svaki mjesec počinje ponedjeljkom
- Pošto će datum u jednoj godini biti na isti sedmični dan u svim sljedećim godinama, poslovne, vladine, obrazovne i druge institucije će moći napraviti rasporede za više godina unaprijed
- Sedmični dani su vezani za određene dane mjeseca, svakog mjeseca i svake godine
- Godina ima četiri jednaka poslovna kvartala od 91 dan/13 tjedana
- Nema "izvankalendarskih" dana (izvan sedmičnog ciklusa), kao kod nekih drugih prijedloga. Svi dani se obračunaju u prijestupnim godinama.

## Vanjske poveznice
(na engleskom:)
- Originalni članak na Wikia-i
- Official Website  Arhivirana inačica izvorne stranice od 14. rujna 2017. (Wayback Machine)
- Leap Week Calendar Various calendars that intercalate a whole week
- New year tables, which can be used to work out NEC new year relative to Gregorian new year.